# Informacja zwrotna
Informacja zwrotna – termin z zakresu psychoterapii grupowej, treningu komunikacji interpersonalnej i szkoleń. Oznacza wypowiedź uczestnika konwersacji, w której ujawnia on swoje spostrzeżenia dotyczące zachowania i wypowiedzi innego uczestnika konwersacji. Informacja zwrotna może być wykorzystana przez uczestnika konwersacji, w celu poprawy sposobu realizacji omawianych zadań, sposobu komunikacji itp.

## Zasady udzielania informacji zwrotnej
- Informacja zwrotna powinna być odbierana jako normalny, codzienny element współpracy uczestników konwersacji. Niespodziewane udzielenie informacji zwrotnej może być odebrane jako atak na osobę lub oskarżenie o brak kompetencji.
- Odbierający informację zwrotną powinien zostać wcześniej poinformowany o kryteriach, według ich jakich oceniane będzie jego zachowanie.
- Informacja zwrotna powinna dotyczyć konkretnych zachowań, nie ogólnego wrażenia czy ogólnej oceny.
- Informacja zwrotna powinna być oparta na bezpośrednio zaobserwowanych zdarzeniach i być sformułowana w sposób nieoceniający.
- Informacja zwrotna powinna być udzielona w trakcie lub bezpośrednio po omawianych wydarzeniach.
- Informacja zwrotna powinna zawierać tylko jeden lub dwa elementy, przy większej ich liczbie odbierający informację będzie miał problemy z zapamiętaniem i wdrożeniem zasad[1].

## Metody udzielania informacji zwrotnej

### Metoda kanapki
Metoda kanapki polega na udzielaniu informacji zwrotnej bądź samej krytyki, w taki sposób, aby zbudować swoją wypowiedź z trzech części: pozytywny komentarz, negatywny komentarz, pozytywny komentarz. Metoda kanapki to więc krytyka podana w sposób łatwy do przyjęcia. Wszystko to, co nieprzyjemne, powiedziane jest w środku rozmowy. Początek i koniec są pozytywne. Dzięki temu rosną szanse na to, że osoba, która otrzymuje feedback przemyśli i zmieni swoje zachowanie.
Etap I – informacja pozytywna (podkreślanie dobrych zachowań pracownika)
Na początku udzielania informacji zwrotnej przekazywana jest dobra wiadomość. Jeżeli informacja zwrotna dotyczy pracownika – na tym etapie autor wypowiedzi podkreśla dobre strony jego zachowania. Zauważając pozytywne aspekty działań drugiej osoby wzbudza w niej pozytywne emocje. Takie nastawienie sprzyja przyjęciu informacji dotyczących sfer poprawy. Należy pamiętać o tym, aby komentarz odnosił się do głównego tematu feedbacku oraz odnieść się do niedawnych działań osoby przy zachowaniu szczerości.
Etap II – informacja negatywna – strefa poprawy / rozwoju (wskazanie obszaru pracy do poprawy)
Na tym etapie autor wypowiedzi wskazuje obszary pracy do poprawy, przedstawia, co można ulepszyć. Ważne jest, aby mimo wskazania rzeczy, które dana osoba (w tym przykładzie pracownik) zrobiła źle, przekazać informację w taki sposób, aby nie wzbudzała negatywnych emocji. Należy przekazać ją w taki sposób, aby dać osobie wybór i podkreślić jej autonomiczność, wskazać konkretną zmianę i pokazać korzyści, jakie wynikają z wprowadzenia jej w życie/w pracę.
Etap III – informacja pozytywna – (wskazanie możliwości poprawy)
Kończącym etapem jest wskazanie możliwości poprawy. W tej części należy wyrazić swoją wiarę w możliwość poprawy danej osoby, odwołując się do jej właściwego stosunku do pracy czy jej doświadczenia. Zakończenie wypowiedzi pozytywnym komentarzem, komplementem, docenieniem wysiłków, czy przypomnieniem o silnych stronach osoby jest dużą motywacją do zrobienia czegoś jeszcze. Konieczne jest także wskazanie własnej gotowości pomocy, udzielania rad.
Metoda kanapki jest kwestionowana jako manipulacyjna, ponieważ nie przedstawia w pełni celów komunikującego informację zwrotną uczestnika konwersacji. Zamiast tego rekomenduje się jasne przedstawienie celu, jaki ma dający informację zwrotną.

### Metoda: Zacznij, Przestań, Kontynuuj
Inna technika nazwana została (ang. ‘Stop, Start, Continue’). W tej metodzie, omawia się z zainteresowanym:
- Co powinien zacząć robić
- Co powinien przestać robić
- Co chciałby kontynuować[3]

### Model Pendletona
Model Pendletona, zakłada następujący plan udzielania informacji zwrotnej:
1. Sprawdź czy odbierający chce, i jest gotowy na informację zwrotną
2. Daj szanse odbierającemu na skomentowanie materiału, który jest tematem informacji zwrotnej.
3. Odbierający wskazuje co było zrobione dobrze.
4. Udzielający informacji zwrotnej, wskazuje co jego zdaniem było zrobione dobrze.
5. Odbierający wskazuje co może być poprawione.
6. Udzielający informacji zwrotnej wskazuje w jaki sposób to może być poprawione.
7. Wspólnie tworzony jest plan działania w celu poprawy sytuacji.